# Journal de l'île de La Réunion
Pour les articles homonymes, voir JIR.
Le Journal de l'île de La Réunion (JIR) est un quotidien régional français de l'île de La Réunion, qui a son siège à Saint-Denis. Fondé le 31 août 1951 par Fernand Cazal, il a, historiquement, appartenu aux groupes Cadjee et Hersant Média.
Le JIR est un soutien historique de la droite réunionnaise.
Le 31 juillet 2024, le tribunal mixte de commerce de Saint-Denis a prononcé la liquidation judiciaire du JIR et de l'ensemble de ses filiales. Le titre est repris puis relancé en version Hebdomadaire par la société Publishing Invest en avril 2025.

## Histoire
Le JIR apparaît le 31 août 1951 dans un climat politique difficile et alors que quatre grands quotidiens occupent déjà le marché : Témoignages, Le Peuple, La Démocratie et Le Progrès. Plus moderne, il s'impose rapidement face à eux.
Son premier rédacteur est le journaliste radio Jean Vincent-Dolor. Le JIR devient rapidement le porte-parole de la droite réunionnaise, surtout à partir de 1963, sous son second rédacteur en chef, René Martin-Darène.
En 1991, le JIR est racheté par le groupe France Antilles qui prend ainsi pied dans le seul DOM où le groupe n'est jusqu'alors pas présent.

### Années 2000

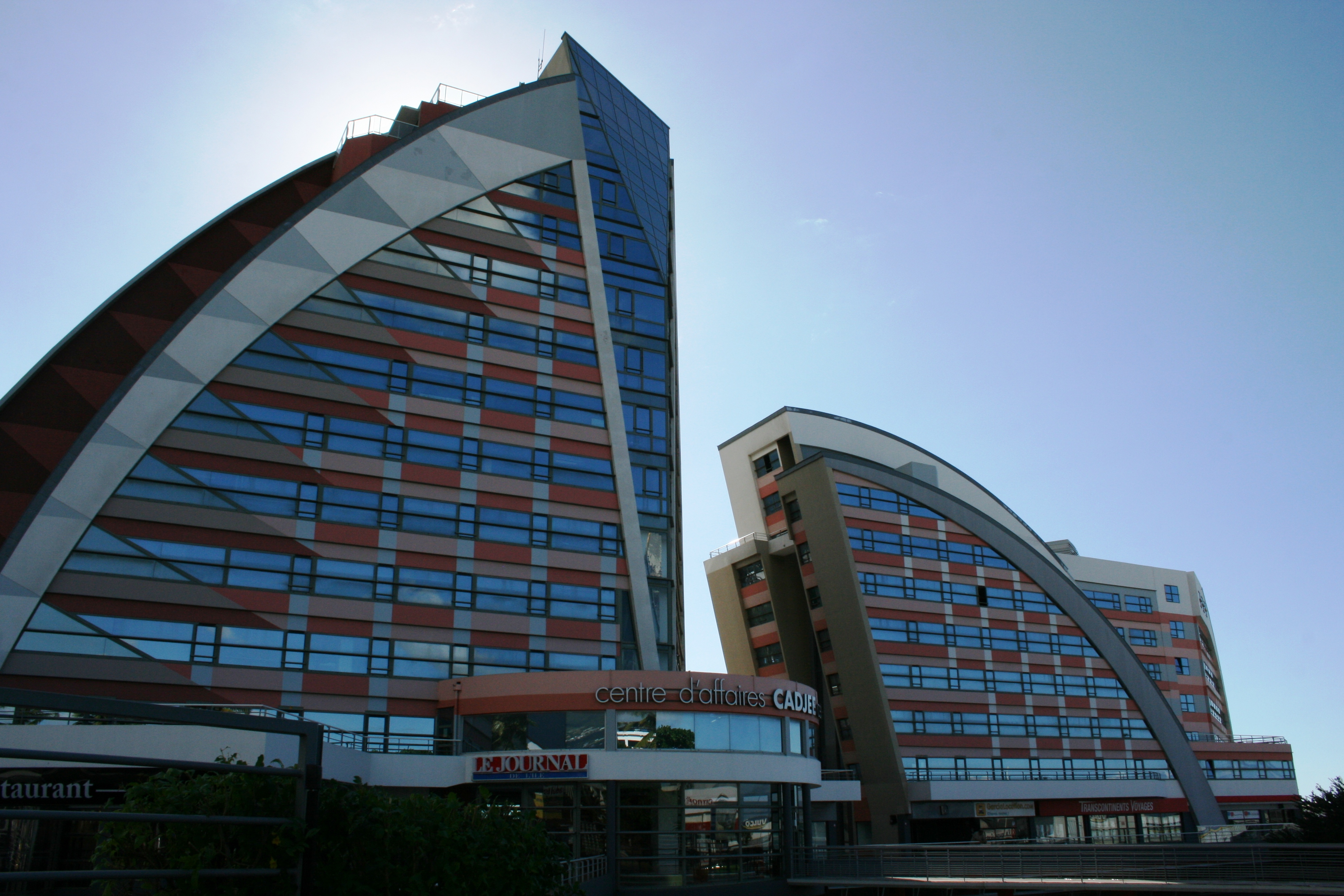
Vue du centre d'affaires Cadjee, actuel siège du Journal de l'île de La Réunion.

Le 31 août 2001, le journal fête ses 50 ans. À cette occasion, Jacques Tillier, son directeur, ancien de l'hebdomadaire d'extrême droite Minute, écrit que le JIR a, dans le passé, été le porte-parole « de la grande bourgeoisie bien pensante, assez loin du peuple mais à portée de main du sabre et du goupillon dans l’ombre de Michel Debré », avant de préciser que le journal a, depuis, « définitivement tourné la page » et se veut désormais un quotidien ni de droite ni de gauche, mais se situant « au milieu ». Il est cependant considéré comme ayant un positionnement politique plutôt conservateur.
En 2006, le journal quitte ses locaux du centre-ville de Saint-Denis pour s'installer à Sainte-Clotilde où il occupe l'intégralité du premier étage du Centre d'Affaires Cadjee.
En 2008, Jean-Louis Rabou succède à Jacques Tillier. C'est cette année que le JIR change de formule avec une édition entièrement en couleurs.
En février 2009, Jean-Louis Rabou quitte ses fonctions après moins d'un an d'exercice.
Il est remplacé par Thierry Massé, qui assure l'intérim pendant 4 mois pour le compte de Groupe Hersant Média.
En mai 2009, Abdoul Cadjee, entrepreneur réunionnais, rachète la majorité des parts détenues par le Groupe Hersant,. Jean-Baptiste Mariotti, originaire de Calvi, succède à Thierry Massé. Il nomme Yves Mont-Rouge rédacteur en chef.
Le magazine Télé Journal fête ses 15 ans le 17 mars 2012, avec une nouvelle maquette.
En 2016, et après des difficultés financières, Jacques Tillier est de retour dans le journal, en tant que directeur général et directeur de la publication. 

### Années 2020
En mars 2020, le Journal de l'île de la Réunion, avec une équipe rédactionnelle largement remaniée, lance une nouvelle formule de 32 pages. En octobre 2022, un conflit de la direction du journal avec l'imprimeur bloque l'impression du journal pendant six jours. Par ailleurs, le recul de la diffusion papier et du marché publicitaire, ainsi que l'inflation sur l'île mettent ce titre en difficulté. Un dépôt de bilan début 2024 est envisageable. Le positionnement politique et les mauvaises relations avec la majorité en place au conseil régional fait qu'il ne reçoit pas d'aide de cette assemblée régionale pour se donner du temps et trouver des solutions.
Après plusieurs mois marqués par des difficultés financières, le JIR est placé en liquidation judiciaire le 31 juillet 2024, ainsi que l'ensemble de ses filiales (dont le site Internet Clicanoo.re), par le tribunal mixte de commerce de Saint-Denis. Cette décision prend effet le jour même. L'avenir des archives est lui-même menacé, la rédaction ayant arrêté de conserver les numéros parus. 
Le 19 avril 2025, le journal refait son apparition dans une version hebdomadaire dénommée JIR Hebdo, avant le site internet clicanoo.re, quelques jours plus tard. C’est la société Publishing Invest qui est propriétaire des deux marques, le contenu est toujours écrit et édité à La Réunion mais l’hebdomadaire est imprimé à l’île Maurice pour être acheminé par avion sur le sol réunionnais,.

## Controverses
Les éditoriaux hebdomadaires de Jacques Tillier, ancien rédacteur de l’hebdo d’extrême droite Minute, ont fait l'objet de polémiques récurrentes pour leur violence et leur misogynie. Dans une lettre ouverte publiée par des femmes politiques de gauche comme de droite en 2023, Huguette Bello (Nupes), critique « ces machos d'un autre âge qui voient l'émancipation des femmes comme un cauchemar ». En 2017 , Nassimah Dindar (UDI), alors présidente du conseil général, dénonçait « le niveau, entre le caniveau et la porcherie » des écrits de Jacques Tillier. En octobre, Yves Montrouge, ancien rédacteur en chef du Journal de l'île, déniait encore à son ancien collègue « le droit d'insulter, de jeter en pâture et de traîner dans la boue des êtres humains ».